# NGC 871
NGC 871 je galaksija u zviježđu Ovan.

## Vanjske poveznice
- SEDS: NGC 871